# Microestado

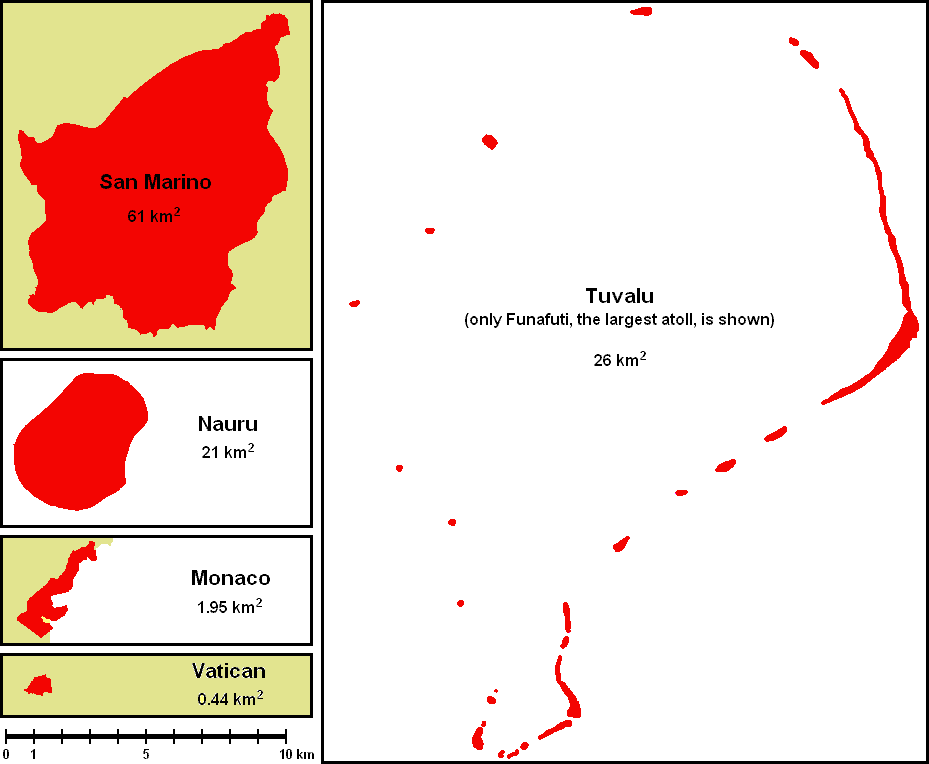
Os cinco menores estados soberanos: Cidade do Vaticano, Mónaco, Nauru, Tuvalu e São Marinho, mostrado na mesma escala para comparação do tamanho

Em termos geopolíticos, microestado (ou estado exíguo mais corretamente) é um Estado independente  territorialmente muito pequeno, que, em sua maioria, também são pouco povoados. Atualmente, dos 204 países do mundo, 24 se classificam como microestados. Com exceção do Vaticano, todos os demais encontram-se em regiões exclusivas de montanhas ou ilhas. E, com exceção de Singapura, todos possuem menos de um milhão de habitantes.
Os mais economicamente importantes são: Singapura, o microestado mais populoso do mundo, uma pequena ilha ao sul da Malásia com mais de cinco milhões de habitantes; Mônaco, um enorme bairro de 33 mil habitantes, à beira o mar Mediterrâneo e aos pés dos Alpes, na França; Vaticano, um quarteirão murado de 900 habitantes na cidade de Roma, na Itália, é sede da Igreja Católica Apostólica Romana, é o menor país do mundo tanto em área quanto em população; São Marinho, um conjunto de pequenas vilas medievais de 30 mil habitantes, no topo do monte Titano, também na Itália, mas numa área rural, e não encravada em uma cidade, como o Vaticano; Listenstaine um principado de castelos e vilas medievais de 35 mil habitantes, numa região de difícil acesso dos Alpes, entre a Áustria e a Suíça; e Barém, um pequeno sultanato islâmico formado por 33 ilhas, situadas no meio do golfo Pérsico;
Os estados soberanos estão localizados nas seguintes regiões do globo: sete na Oceania, sete na América Central, seis na Europa Ocidental, duas no oceano Índico, além do Barém no Oriente Médio, e Singapura no Sudeste Asiático. Os seis microestados da Europa são: Malta, Andorra, Listenstaine, São Marinho, Mônaco e Vaticano. Com exceção do Barém, todos esses países têm sua economia baseada no turismo, com um pequeno apoio da agricultura e pesca. Também oferecem à sua população um elevado Índice de Desenvolvimento Humano (IDH), de 7 a 9 pontos (em uma escala adaptada de 0 a 1, para 0 a 10).

## Importância econômica, cultural e ambiental
A maioria dos micropaíses constituiu-se por iniciativa e luta de povos que, ao longo da história, buscaram o reconhecimento de sua autenticidade cultural e de sua soberania, ainda que em reduzido espaço territorial. Muitas dessas nações conquistaram sua independência a partir da década de 1960, com o processo de descolonização europeia na África, na Ásia, na Oceania e na América Central. Atualmente, a Organização das Nações Unidas (ONU) reconhece a soberania de 24 micropaíses. É possível afirmar que o padrão de vida da população da maioria dos micropaíses é bom, pois eles apresentam um Índice de Desenvolvimento Humano (IDH) que varia de médio (0,500 a 0,799) a elevado (0,800 e mais). Vários micropaíses ocupam posição de destaque no cenário contemporâneo mundial, por sua importância econômica, política, cultural ou ambiental.
Singapura, no Sudeste da Ásia, por exemplo, é um país altamente industrializado, produtor de tecnologias avançadas, centro financeiro e portuário e tem PIB superior ao de países como Chile e Uruguai juntos. O Barém é um importante produtor de petróleo na região do Oriente Médio, com grande refinarias e petroquímicas. Andorra, Listenstaine e São Marinho, na Europa, são verdadeiros patrimônios da humanidade porque reúnem construções da Idade Média de grande valor histórico e artístico. Quiribáti, Palau e Tonga, no oceano Pacífico, estão assentados sobre atóis coralígenos, cuja preservação é imprescindível para o equilíbrio do ecossistema marinho de todo o planeta.

## Lista
Na tabela abaixo estão listados os Estados soberanos com área menor que 1000 quilômetros quadrados.

Mapa das Antilhas, onde estão boa quantidade também de microestados.

Mapa de microestados que ficam com a União Europeia.

| Posição | País                     | Área (km²) | População | Idioma                           | IDH  | Localização                        |
| ------- | ------------------------ | ---------- | --------- | -------------------------------- | ---- | ---------------------------------- |
| 1       | Vaticano                 | 0,44       | 900       | Italiano e latim                 | 8,74 | Península Itálica                  |
| 2       | Mônaco                   | 2,02       | 33 mil    | Francês e monegasco              | 9,06 | Europa Ocidental                   |
| 3       | Nauru                    | 21         | 15 mil    | Nauruano e inglês                | 6,63 | Oceania                            |
| 4       | Tuvalu                   | 26         | 10 mil    | Tuvaluano e inglês               | 6,13 | Oceania                            |
| 5       | São Marinho              | 61         | 30 mil    | Italiano                         | 8,44 | Península Itálica                  |
| 6       | Listenstaine             | 160        | 35 mil    | Alemão                           | 9,05 | Europa Central                     |
| 7       | Ilhas Marshall           | 181        | 65 mil    | Marshalês e inglês               | 5,93 | Oceania                            |
| 8       | São Cristóvão e Neves    | 261        | 45 mil    | Inglês                           | 7,35 | Mar do Caribe                      |
| 9       | Maldivas                 | 298        | 386 mil   | Diveí                            | 6,61 | Parte asiática do Oceano Índico    |
| 10      | Malta                    | 316        | 425 mil   | Maltês e inglês                  | 8,32 | Parte europeia do Mar Mediterrâneo |
| 11      | Granada                  | 344        | 100 mil   | Inglês                           | 7,48 | Mar do Caribe                      |
| 12      | São Vicente e Granadinas | 389        | 122 mil   | Inglês                           | 7,17 | Mar do Caribe                      |
| 13      | Barbados                 | 430        | 300 mil   | Inglês                           | 7,93 | Mar do Caribe                      |
| 14      | Antígua e Barbuda        | 442        | 88 mil    | Inglês                           | 7,64 | Mar do Caribe                      |
| 15      | Seicheles                | 455        | 100 mil   | Seichelense, inglês e francês    | 7,73 | Parte africana do Oceano Índico    |
| 16      | Palau                    | 459        | 20 mil    | Palauense e inglês               | 7,82 | Oceania                            |
| 17      | Andorra                  | 468        | 86 mil    | Catalão                          | 8,38 | Europa Ocidental                   |
| 18      | Santa Lúcia              | 539        | 162 mil   | Inglês                           | 7,23 | Mar do Caribe                      |
| 19      | Singapura                | 683        | 5 milhões | Inglês e malaio, mandarim, tâmil | 8,66 | Sudeste da Ásia                    |
| 20      | Barém                    | 694        | 800 mil   | Árabe                            | 7,93 | Golfo Pérsico                      |
| 21      | Micronésia               | 702        | 110 mil   | Inglês                           | 6,36 | Oceania                            |
| 22      | Quiribáti                | 726        | 99 mil    | Gilbertês e inglês               | 5,54 | Oceania                            |
| 23      | Tonga                    | 747        | 106 mil   | Tonganês e inglês                | 7,93 | Oceania                            |
| 24      | Dominica                 | 751        | 47 mil    | Inglês                           | 7,24 | Mar do Caribe                      |